# Taku Yamasaki

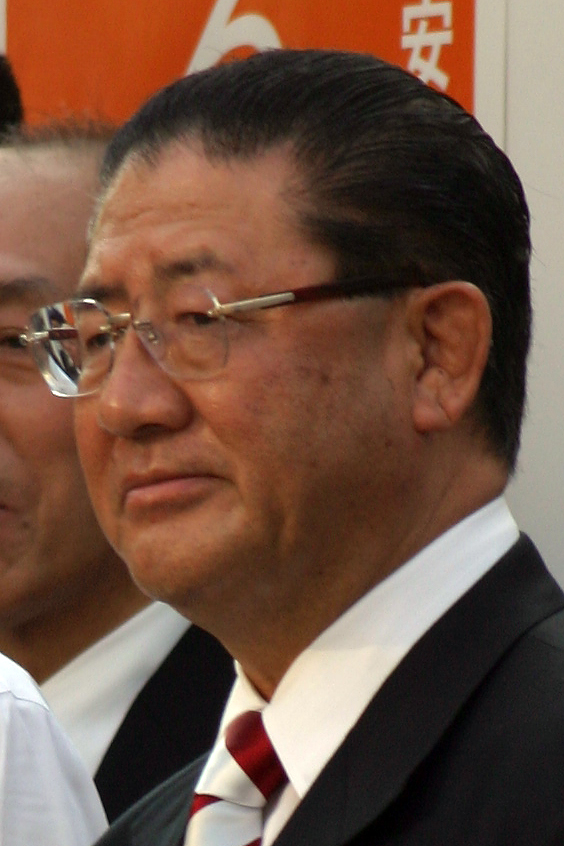
Taku Yamasaki am 9. April 2005 bei einer öffentlichen Rede in der Präfektur Fukuoka

Taku Yamasaki (jap. 山﨑 拓 Yamasaki Taku; * 11. Dezember 1936 in Dalian, Kaiserreich Japan/Mandschukuo (heute: Volksrepublik China)) ist ein japanischer Politiker der Liberaldemokratischen Partei (LDP) und ehemaliger Bauminister. Innerhalb der Partei führte er die Yamasaki-Faktion (derzeit Ishihara-Faktion genannt) mit derzeit 13 Mitgliedern im Unterhaus und einem im Oberhaus. Im Jahr 2015 war er Spitzenberater der Fraktion.
Nach seinem Studium der Wirtschaftswissenschaften an der Waseda-Universität, das er 1959 abschloss, arbeitete er fünf Jahre lang für den Reifenhersteller Bridgestone. Danach wandte er sich der Politik zu: 1967 wurde in das Präfekturparlament von Fukuoka gewählt. 1969 kandidierte er ohne Erfolg als Parteiloser für das Unterhaus, drei Jahre später wurde er im damaligen 1. Wahlkreis der Präfektur Fukuoka ins Unterhaus gewählt und (als LDP-Mitglied) siebenmal wiedergewählt. (Seit einer Neuorganisation der Wahlkreise 1996 tritt Yamasaki im 2. Wahlkreis von Fukuoka an. Dort wurde er 2005 zum vierten Mal bestätigt.)
1978 wurde Yamasaki parlamentarischer Staatssekretär, zuerst im Gesundheitsministerium, dann in der Verteidigungsbehörde (dem heutigen Verteidigungsministerium). 1984 wurde er stellvertretender Chef des Kabinettssekretariats, später war er im Wechsel mit verschiedenen Parteiämtern Leiter der Verteidigungsagentur (Kabinett Uno) und Bauminister (Kabinett Miyazawa).
Innerhalb der LDP gehörte Yamasaki anfangs der Nakasone- bzw. Watanabe-Faktion an. 1998 verließ er sie und gründete mit 37 Abgeordneten seine eigene Faktion, was vier Monate später zur Auflösung der Watanabe-Faktion führte. Deren Reste schlossen sich dem Shisuikai, der heutigen Ibuki-Faktion, an.
Taku Yamasaki galt als enger Vertrauter von Jun’ichirō Koizumi; zusammen mit Kōichi Katō wurden sie in Japan als YKK bezeichnet. Als Koizumi 2001 den Partei- und Regierungsvorsitz übernahm, ernannte er Yamasaki zum LDP-Generalsekretär, vor der Wahl 2003 dann zum stellvertretenden Parteivorsitzenden.
Bei der Unterhauswahl 2003 verlor Yamasaki aber unter dem Einfluss eines Sex-Skandals seinen Wahlkreis an den demokratischen Herausforderer Jun'ichirō Koga und trat anschließend zurück. Koga, ein ehemaliger Tennisprofi, der nach dem Wahlsieg als Hoffnungsträger der DPJ galt, trat wenige Monate später selbst zurück, weil er falsche Angaben über seine akademische Karriere in den USA gemacht hatte. 2004 wurde Yamasaki Sonderberater des Premierministers (内閣総理大臣補佐官, Naikaku Sōri-daijin Hosakan), bei den Neuwahlen 2005 gewann er seinen Wahlkreis zurück. Seit dem Ende der Koizumi-Ära war er Vorsitzender verschiedener Parteigremien.
Im Zusammenhang mit dem Bestechungsskandal um die Rüstungsfirma Yamada Yōkō tauchte Taku Yamasakis Name während der Parlamentsanhörung des ehemaligen Verteidigungsstaatssekretärs Takemasa Moriya auf, Yamasaki streitet aber jede Verbindung ab.
Bei der LDP-Wahlniederlage bei der Unterhauswahl 2009 verlor Yamasaki seinen Sitz, bleibt aber nach Absprache mit Faktionsgeneralsekretär Nobuteru Ishihara zunächst Vorsitzender seiner Faktion.

## Familie
Yamasakis Vater war Rektor der Sagami Joshi Daigaku („Frauenuniversität Sagami“) in Sagamihara. Sein väterlicher Großvater Kazusaburō (?, 和三郎) war ein Führungsmitglie der nationalistischen Organisation Gen’yōsha.